# Brotherly Love (film, 2015)
Pour les articles homonymes, voir Brotherly Love.
Pour plus de détails, voir Fiche technique et Distribution.
Brotherly Love est un film dramatique américain écrit et réalisé par Jamal Hill, sorti en salles aux États-Unis, le 24 avril 2015.

## Synopsis
Dans la ville de Philadelphie, Sergio Taylor devient une star du basket après la mort de son père. Sa sœur jumelle Jackie elle, rêve de devenir chanteuse et rencontre alors Chris, de classe sociale totalement différente. June, leur frère aîné, se démène de son côté afin de subvenir aux besoins de sa famille, par le biais d’actions illégales. Leur mère quant à elle, sombre dans l’alcool et la drogue après la mort de son mari.

## Fiche technique
- Titre original : Brotherly Love
- Réalisation : Jamal Hill
- Scénario : Jamal Hill
- Musique : Chris Paultre
- Producteur : Charles E. Alston, Ron Robinson
- Coproducteur : Kim Hardin
- Producteur délégué : Shakim Compere, Yaneley Arty, Rene Garcia,
 Queen Latifah, Shelby Stone, Jacob York
- Producteur exécutif : Queen Latifah
- Sociétés de production :  Brotherly Love Prods FEJ, Flavor Unit Entertainment
- Sociétés de distribution : Freestyle Releasing LLC, Flavor Unit Entertainment
- Photographie : Matthew Joffe
- Costume : Jason Griffin
- Casting : Kim Hardin, Natasha Ward
- Montage : Jessica Hernandez, Todd Wolfe
- Budget : 1 900 000 dollars
- Box Office : US : 478,595 dollars [1]
- Pays d'origine : États-Unis
- Langue originale : anglais
- Format : couleur
- Genre : Drame
- Durée : 89 minutes
- Dates de sortie :
  -  États-Unis : 24 avril 2015

## Distribution
- Keke Palmer (VF : Coumba Baradji) : Jackie
- Eric D. Hill Jr. (VF : Namakan Koné) : Sergio
- Cory Hardrict (VF : Guildin Tissier) : June
- Romeo Miller (VF : Jean-Baptiste Anoumon) : Sean
- Macy Gray (VF : Vanina Pradier) : Mme Taylor
- Quincy Brown (VF : Eilias Changuel) : Chris Collins
- Faizon Love (VF : Daniel Lobé) : Oncle Ron
- Logan Browning (VF : Amélia Ewu) : Trina
- Malik Yoba : coach Overbrook
- Justin Martin (VF : Yves Letzelter) : Dez
- Marc John Jefferies (VF : Diouc Koma) : Bunch
- Nafessa Williams (VF : Adeline Forlani) : Simone
- Julito McCullum : Kram
- Chris Jarell : Le troisième enfant
- Adam Ratcliffe : L'officier Williams
- Lawrence Robinson (II) : Le premier enfant
- Teeyon Winfree : Acteur
- Avery Millwood : Le policier afro-américain
- Shannon Mayfield : L'enseignant
- Sheneka Adams : Pumpkin
- Tariq Trotter : Le patron du salon de coiffure
- Jamal Hill : Lil Jay

- Version française
  - Société de doublage : Chinkel
  - Direction artistique : Stanislas Forlani[2]

## Bande originale
- Keke palmer, qui joue le rôle de Jackie dans le film, chante aussi la plupart des chansons de la bande originale.
- Le 1er single de la bande originale est No Love, le 2e single est Wake Up Everybody tous deux interprétés par Keke Palmer.

## notes et références
1. ↑  « Brotherly Love », sur Box Office Mojo (consulté le 28 juin 2023).
2. ↑  http://www.rsdoublage.com/film-19108-Brotherly-Love.html